# Völking, Šentandraž v Labotski dolini
Völking je naselje v Občini Šentandraž v Labotski dolini v Okraju Volšperk na Koroškem v Avstriji.